# Grancia
Grancia (in dialetto ticinese Grànscia) è un comune svizzero di 526 abitanti del Canton Ticino, nel distretto di Lugano.

## Geografia fisica
Grancia si trova a sud di Lugano, nel Pian Scairolo.

## Storia
Il comune è stato istituito nel 1825 per scorporo da quello di Carabbia.

## Monumenti e luoghi d'interesse

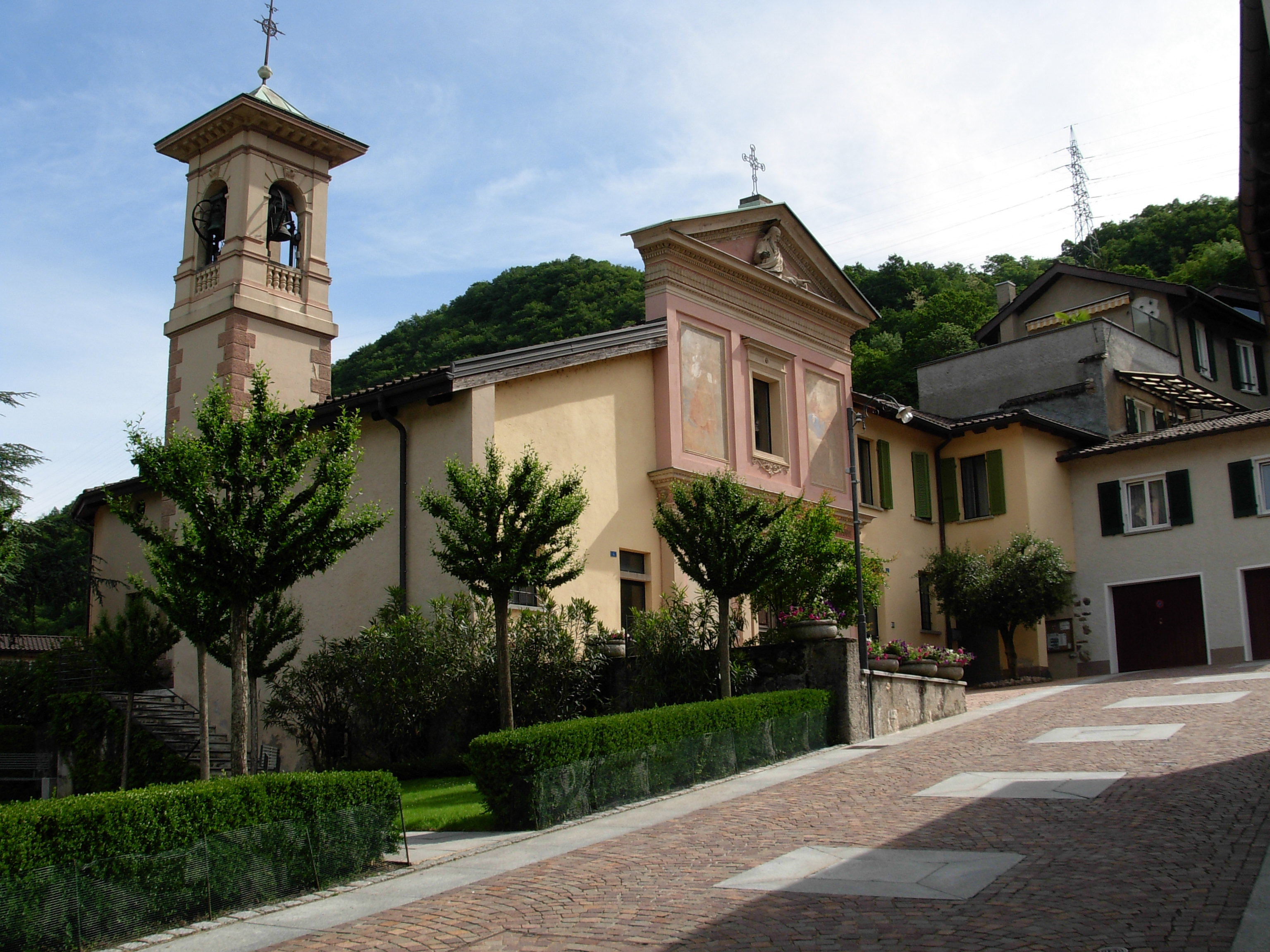
La chiesa di San Cristoforo

- Chiesa di San Cristoforo, eretta nel XVI secolo[1].

## Società

### Evoluzione demografica
L'evoluzione demografica è riportata nella seguente tabella:
Abitanti censiti

## Economia
Nella località si trovano centri commerciali, nella zona industriale di Pian Scairolo.

## Amministrazione
Ogni famiglia originaria del luogo fa parte del cosiddetto comune patriziale e ha la responsabilità della manutenzione di ogni bene ricadente all'interno dei confini del comune.